# Stygobromus herbsti
Stygobromus herbsti är en kräftdjursart som beskrevs av Wang och John R. Holsinger 200. Stygobromus herbsti ingår i släktet Stygobromus och familjen Crangonyctidae. Inga underarter finns listade i Catalogue of Life.